# Гилбертова острва
Гилбертова Острва (Енглески: Gilbert Islands; Гилбертски: Tungaru) су низ шеснаест атола у Тихом океану, између Папуа Нове Гвинеје и Хаваја. Данас ова острва у потпуности припадају Републици Кирибати.